# Жереми Шарди
Жереми Шарди (фр. Jérémy Chardy, По, Француска, 12. фебруар 1987) је француски тенисер који је свој најбољи пласман у синглу достигао 28. јануара 2013. када је заузимао 25. место на АТП листи.
Стигао је до финала три турнира АТП серије 250, од којих је један освојио, у Штутгарту 2009. док је исте године поражен у финалу Јоханезбурга од сународника Цонге.
Тренутно је 61. играч на АТП листи у синглу, а 31. у дублу.
Живи у Лондону.

## Гренд слем финала

### Парови: 1 (0:1)
| Исход     | Бр. | Година | Турнир      | Подлога | Партнер       | Противници               | Резултат      |
| --------- | --- | ------ | ----------- | ------- | ------------- | ------------------------ | ------------- |
| Финалиста | 1.  | 2019.  | Ролан Гарос | Шљака   | Фабрис Мартен | Кевин Кравиц Андреас Мис | 2:6, 6:7(3:7) |

## Финала АТП мастерс 1000 серије

### Парови: 1 (0:1)
| Исход     | Бр. | Година | Турнир | Подлога | Партнер       | Противници                      | Резултат         |
| --------- | --- | ------ | ------ | ------- | ------------- | ------------------------------- | ---------------- |
| Финалиста | 1.  | 2020.  | Рим    | Шљака   | Фабрис Мартен | Марсел Гранољерс Орасио Зебаљос | 4:6, 7:5, [8:10] |

## АТП финала

### Појединачно: 3 (1:2)
| Легенда                        |
| ------------------------------ |
| Гренд слем турнири (0:0)       |
| Завршно првенство сезоне (0:0) |
| АТП мастерс 1000 (0:0)         |
| АТП 500 (0:0)                  |
| АТП 250 (1:2)                  |

| Финала по подлози |
| ----------------- |
| Тврда (0:1)       |
| Шљака (1:0)       |
| Трава (0:1)       |

| Финала по локацији |
| ------------------ |
| Отворено (1:2)     |
| Дворана (0:0)      |

| Исход     | Бр. | Датум            | Турнир                 | Подлога | Противник        | Резултат      |
| --------- | --- | ---------------- | ---------------------- | ------- | ---------------- | ------------- |
| Финалиста | 1.  | 8. фебруар 2009. | Јоханезбург, ЈАР       | Тврда   | Жо-Вилфрид Цонга | 4:6, 6:7(5:7) |
| Победник  | 1.  | 19. јул 2009.    | Штутгарт, Немачка      | Шљака   | Виктор Ханеску   | 1:6, 6:3, 6:4 |
| Финалиста | 2.  | 17. јун 2018.    | Хертогенбос, Холандија | Трава   | Ришар Гаске      | 3:6, 6:7(5:7) |

### Парови: 17 (7:10)
| Легенда                        |
| ------------------------------ |
| Гренд слем турнири (0:1)       |
| Завршно првенство сезоне (0:0) |
| АТП мастерс 1000 (0:1)         |
| АТП 500 (1:3)                  |
| АТП 250 (6:5)                  |

| Финала по подлози |
| ----------------- |
| Тврда (4:4)       |
| Шљака (3:6)       |
| Трава (0:0)       |

| Финала по локацији |
| ------------------ |
| Отворено (5:8)     |
| Дворана (2:2)      |

| Исход     | Бр. | Датум               | Турнир                 | Подлога   | Партнер          | Противници                      | Резултат              |
| --------- | --- | ------------------- | ---------------------- | --------- | ---------------- | ------------------------------- | --------------------- |
| Финалиста | 1.  | 1. новембар 2009.   | С. Петербург, Русија   | Тврда (д) | Ришар Гаске      | Колин Флеминг Кен Скупски       | 6:2, 5:7, [4:10]      |
| Победник  | 1.  | 10. јануар 2010.    | Бризбејн, Аустралија   | Тврда     | Марк Жикел       | Лукаш Длухи Леандер Паес        | 6:3, 7:6(7:5)         |
| Финалиста | 2.  | 25. јул 2010.       | Хамбург, Немачка       | Шљака     | Пол-Анри Матје   | Давид Мареро Марк Лопез         | 3:6, 6:2, [8:10]      |
| Финалиста | 3.  | 26. фебруар 2011.   | Дубаи, УАЕ             | Тврда     | Фелисијано Лопез | Сергиј Стаховски Михаил Јужни   | 6:4, 3:6, [3:10]      |
| Финалиста | 4.  | 28. април 2012.     | Букурешт, Румунија     | Шљака     | Лукаш Кубот      | Роберт Линдстед Орија Текау     | 6:7(2:7), 3:6         |
| Победник  | 2.  | 15. јул 2012.       | Штутгарт, Немачка      | Шљака     | Лукаш Кубот      | Михал Мертинак Андре Са         | 6:1, 6:3              |
| Финалиста | 5.  | 13. јул 2014.       | Бостад, Шведска        | Шљака     | Оливер Марах     | Јохан Брунстрем Николас Монро   | 6:4, 6:7(5:7), [7:10] |
| Финалиста | 6.  | 26. октобар 2014.   | Валенсија, Шпанија     | Тврда (д) | Кевин Андерсон   | Жан-Жилијен Ројер Орија Текау   | 4:6, 2:6              |
| Победник  | 3.  | 26. јул 2015.       | Бостад, Шведска        | Шљака     | Лукаш Кубот      | Хуан С. Кабал Роберт Фара       | 6:7(6:8), 6:3, [10:8] |
| Победник  | 4.  | 6. јануар 2017.     | Доха, Катар            | Тврда     | Фабрис Мартен    | Вашек Поспишил Радек Штјепанек  | 6:4, 7:6(7:3)         |
| Финалиста | 7.  | 7. мај 2017.        | Минхен, Немачка        | Шљака     | Фабрис Мартен    | Хуан С. Кабал Роберт Фара       | 3:6, 3:6              |
| Победник  | 5.  | 17. фебруар 2019.   | Ротердам, Холандија    | Тврда (д) | Хенри Континен   | Жан-Жилијен Ројер Орија Текау   | 7:6(7:5), 7:6(7:4)    |
| Победник  | 6.  | 24. фебруар 2019.   | Марсеј, Француска      | Тврда (д) | Фабрис Мартен    | Матве Миделкоп Бен Маклаклан    | 6:3, 6:7(4:7), [10:3] |
| Победник  | 7.  | 5. мај 2019.        | Каскаис, Португал      | Шљака     | Фабрис Мартен    | Лук Бамбриџ Џони О'Мара         | 7:5, 7:6(7:3)         |
| Финалиста | 8.  | 8. јун 2019.        | Ролан Гарос, Француска | Шљака     | Фабрис Мартен    | Кевин Кравиц Андреас Мис        | 2:6, 6:7(3:7)         |
| Финалиста | 9.  | 20. септембар 2020. | Рим, Италија           | Шљака     | Фабрис Мартен    | Марсел Гранољерс Орасио Зебаљос | 4:6, 7:5, [8:10]      |
| Финалиста | 10. | 7. фебруар 2021.    | Мелбурн 2, Аустралија  | Тврда     | Фабрис Мартен    | Никола Мектић Мате Павић        | 6:7(2:7), 3:6         |

## Остала финала

### Тимска такмичења: 2 (1:1)
| Исход     | Бр. | Датум                 | Турнир                     | Подлога   | Партнери                                            | Противници                                                  | Резултат | Извор  |
| --------- | --- | --------------------- | -------------------------- | --------- | --------------------------------------------------- | ----------------------------------------------------------- | -------- | ------ |
| Победник  | 1.  | 24–26. новембар 2017. | Дејвис куп, Лил, Француска | Тврда (д) | Жо-Вилфрид Цонга Лука Пуј Ришар Гаске Пјер-Иг Ербер | Давид Гофен Стив Дарси Рубен Бемелманс Јорис Де Лоре        | 3:21     | [ 11 ] |
| Финалиста | 1.  | 23–25. новембар 2018. | Дејвис куп, Лил, Француска | Шљака (д) | Лука Пуј Пјер-Иг Ербер Никола Маи Жо-Вилфрид Цонга  | Марин Чилић Борна Ћорић Франко Шкугор Мате Павић Иван Додиг | 1:3      | [ 12 ] |

1 2017. наступио је у четвртфиналу Дејвис купа али није био у финалној постави